# تشومالي ساياسوني
الجنرال تشومالي ساياسوني (لاو:ຈູມມະລີ ໄຊຍະສອນ) من مواليد 6 مارس 1936م في أتابيو هو الأمين العام لحزب الشعب الثوري اللاوسي ورئيس جمهورية لاوس الديموقراطية الشعبية انتخب أمينا عاما للحزب في 21 مارس 2006م من قبل الجمعية الوطنية اللاوسية ونجح ليكون رئيسا للجمهورية في 8 يونيو 2006م انضم شوممالي الي المكتب السياسي للحزب الحاكم في عام 1991م وشغل نائبا للرئيس في الفترة (2001-2006) كما خدم كوزير للدفاع في الفترة (1991م-2001م)
في يونيو 2011 تم التجديد للجنرال شوممالي سايغناسون بمنصبة كرئيس للجمهورية للدورة الثانية .

## روابط خارجية
- تشومالي ساياسوني على موقع مونزينجر (الألمانية)